# Walter Warlimont
Walter Warlimont, född den 3 oktober 1894 i Osnabrück, död den 9 oktober 1976 i Kreuth, var en tysk general under andra världskriget. Han var från 1939 chef för operationsavdelningen vid Landesverteidigung inom Oberkommando der Wehrmacht (OKW) och Alfred Jodls ställföreträdare.
Efter andra världskriget ställdes Warlimont inför rätta vid OKW-rättegången och dömdes till livstids fängelse. År 1951 omvandlades straffet till 18 års fängelse, men han släpptes redan i juni 1954.

## Befordringar i urval
- General der Artillerie: 1 april 1944
- Generallöjtnant: 1 april 1942
- Generalmajor: 1 augusti 1940
- Överste: 1 februari 1938
- Överstelöjtnant: 1 maj 1935